# Rakovec (Chorvatsko)
Rakovec je vesnice a správní středisko stejnojmenné opčiny v Chorvatsku v Záhřebské župě. Nachází se asi 7 km jihovýchodně od města Sveti Ivan Zelina, 10 km severozápadně od Vrbovce a asi 36 km severovýchodně od centra Záhřebu. V roce 2011 žilo v Rakovci 236 obyvatel, v celé opčině pak 1 252 obyvatel.
Součástí opčiny je celkem 12 trvale obydlených vesnic.
- Baničevec – 197 obyvatel
- Brezani – 136 obyvatel
- Dropčevec – 84 obyvatel
- Dvorišće – 164 obyvatel
- Goli Vrh – 47 obyvatel
- Hruškovec – 80 obyvatel
- Hudovo – 90 obyvatel
- Kolenica – 16 obyvatel
- Lipnica – 61 obyvatel
- Mlaka – 99 obyvatel
- Rakovec – 136 obyvatel
- Valetić – 42 obyvatel